# アリアンツ・リヴィエラ
アリアンツ・リヴィエラ（Allianz Riviera）は、フランス・アルプ＝マリティーム県・ニースにある多目的スタジアム。主にサッカーの試合に使用され、OGCニースがホームスタジアムとして使用している。収容人数は35,624人。2024年パリオリンピックではサッカー会場として使用される。命名権使用禁止の大会の際には、「スタッド・ド・ニース」（Stade de Nice）と呼ばれる。

## 概要
UEFA EURO 2016に向けて2011年に建設が開始され、2013年に完成した。2013年9月22日、OGCニース対ヴァランシエンヌFC戦が初試合となり、ホームのニースが4-0で勝利した。当初は2007年完成予定だったが、建設費用の問題から2006年に建設が停止された。
ニース市郊外のヴァール川平原にあり、ニース市中心部から自動車で15-20分ほどである。スタジアム内にはフランス国立スポーツ博物館が併設されている。
2023年11月18日、このスタジアムで通算5度目となるフランス代表の国際Aマッチが行われ、同代表史上最大差勝利を更新する14-0でジブラルタル代表に勝利を収める記録的な試合となった。

## 命名権
2012年にドイツの金融グループアリアンツが9年間の命名権を獲得した。さらに2021年1月に2030年までの9年間が更新された。
UEFA EURO 2016、2019 FIFA女子ワールドカップ、ラグビーワールドカップ2023、2024年パリオリンピックサッカー競技の会場になっているが、それらの大会では命名権使用禁止のため、期間中は「スタッド・ド・ニース」（Stade de Nice）と呼ばれる。スタッドとは、フランス語で「スタジアム」の意味。

## 開催された主な大会・試合

### サッカー
- UEFA EURO 2016

| 日付          | ホームチーム | 結果 | アウェーチーム | ラウンド   |
| ------------- | ------------ | ---- | -------------- | ---------- |
| 2016年6月12日 | ポーランド   | 1-0  | 北アイルランド | グループC  |
| 2016年6月17日 | スペイン     | 3-0  | トルコ         | グループD  |
| 2016年6月22日 | スウェーデン | 0-1  | ベルギー       | グループE  |
| 2016年6月27日 | イングランド | 1-2  | アイスランド   | ラウンド16 |

- 2019 FIFA女子ワールドカップ

| 日付          | ホームチーム | 結果         | アウェーチーム | ラウンド   |
| ------------- | ------------ | ------------ | -------------- | ---------- |
| 2019年6月9日  | イングランド | 2-1          | スコットランド | グループD  |
| 2019年6月12日 | フランス     | 2-1          | ノルウェー     | グループA  |
| 2019年6月16日 | スウェーデン | 5-1          | タイ           | グループF  |
| 2019年6月19日 | 日本         | 0-2          | イングランド   | グループD  |
| 2019年6月22日 | ノルウェー   | 1-1 (4-1 p.) | オーストラリア | ラウンド16 |
| 2019年7月6日  | イングランド | 1-2          | スウェーデン   | 3位決定戦  |

- 国際Aマッチ

| 日付           | ホームチーム | 結果 | アウェーチーム | ラウンド           |
| -------------- | ------------ | ---- | -------------- | ------------------ |
| 2014年6月1日   | フランス     | 1-1  | パラグアイ     | 親善試合           |
| 2015年10月8日  | フランス     | 4-0  | アルメニア     | 親善試合           |
| 2017年6月7日   | イタリア     | 3-0  | ウルグアイ     | 親善試合           |
| 2018年3月27日  | チュニジア   | 1-0  | コスタリカ     | 親善試合           |
| 2018年6月1日   | フランス     | 3-1  | イタリア       | 親善試合           |
| 2021年6月2日   | フランス     | 3-0  | ウェールズ     | 親善試合           |
| 2023年11月18日 | フランス     | 14-0 | ジブラルタル   | UEFA EURO 2024予選 |

### ラグビー
- ラグビーワールドカップ2023 : 4試合

## ギャラリー

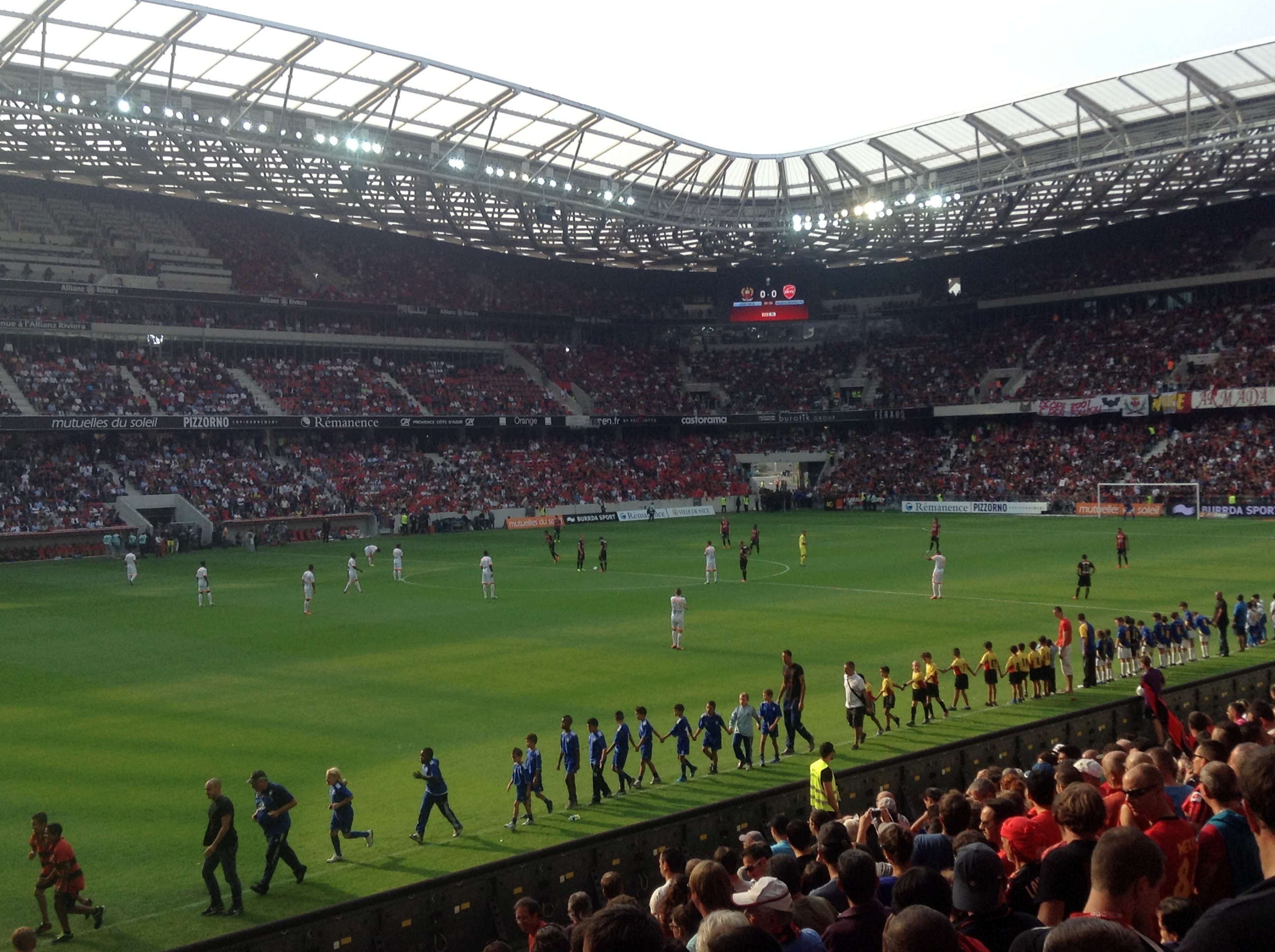
2013年の内観
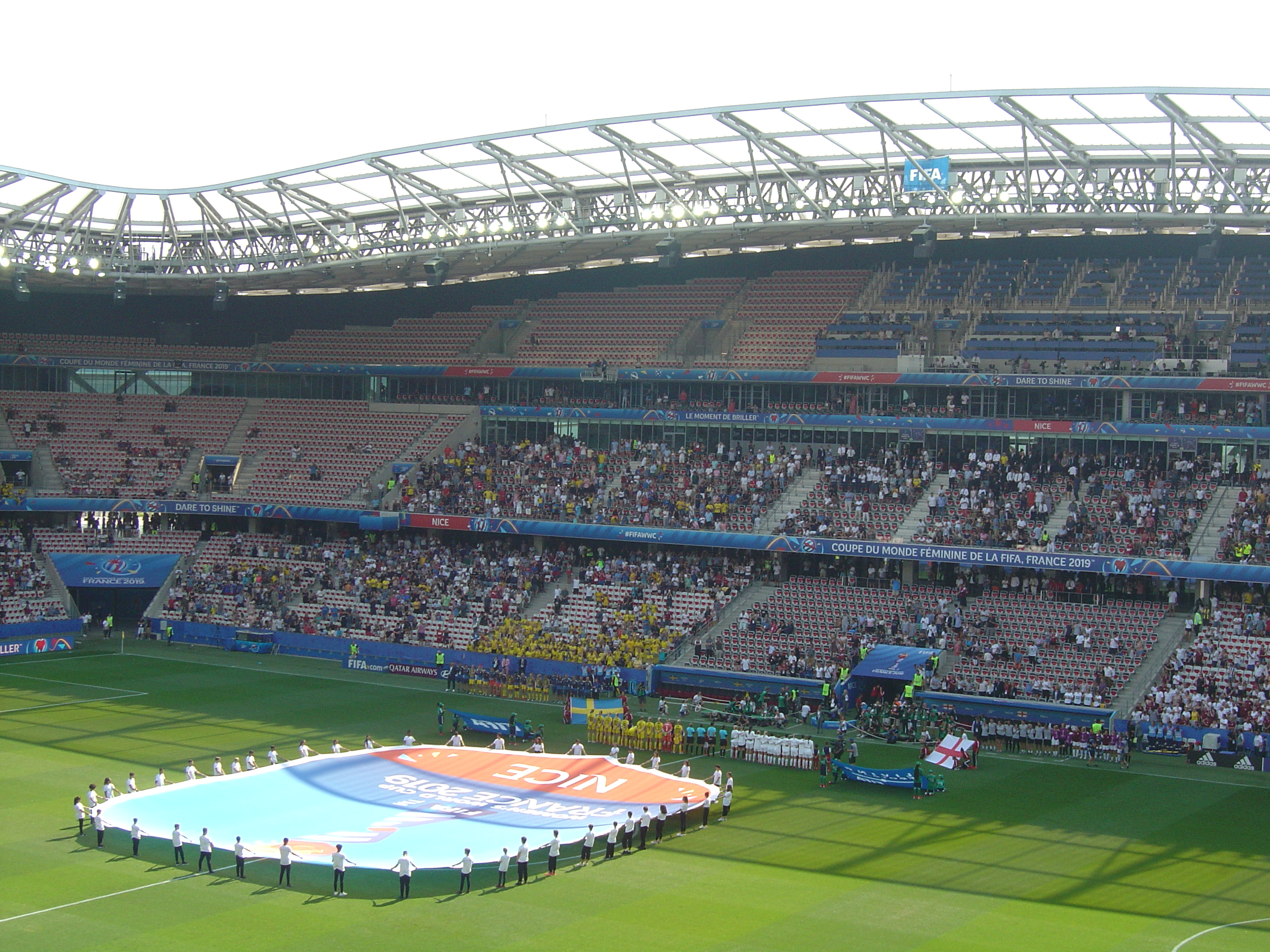
2019年の内観
2021年の外観